# 北京地铁9号线
北京地铁9号线连結中国北京市海淀区国家图书馆站至丰台区郭公庄站，是北京地铁的一条南北走向的地铁线路，全长16.5千米，设有13座车站。北京西站及以南的线路于2011年12月31日开通运营；以北的线路则于2012年12月30日投入使用。北京地铁9号线全线采用了多种节能技术及手段，为中国首条节能示范线路，计划节能10%左右。线路标识色为 Pantone 375C 。

## 线路

按比例绘制的北京地铁9号线线路图

地铁9号线从丰台区郭公庄站起，沿万寿路南延线一路向北，设丰台科技园站后进入四环并一路向北，设科怡路站、丰台南路站、丰台东大街站，至七里庄站后，在京港澳高速公路转向东北，在六里桥交通枢纽设六里桥站后下穿六里桥立交桥进入三环，设六里桥东站后转向正北，接入北京西站修建时预留的地铁车站，再向北在长安街设军事博物馆站后侧穿中华世纪坛并下穿玉渊潭后沿首都体育馆南路向北，设白堆子站、白石桥南站后在白石新桥北侧接入4号线和16号线中段国家图书馆站作为终点站。线路全长16.5千米，全线设站13座，其中改造车站2座，新建车站11座。在郭公庄站东侧设置郭公庄车辆段，并和郭公庄站配套进行上盖开发。

## 历史

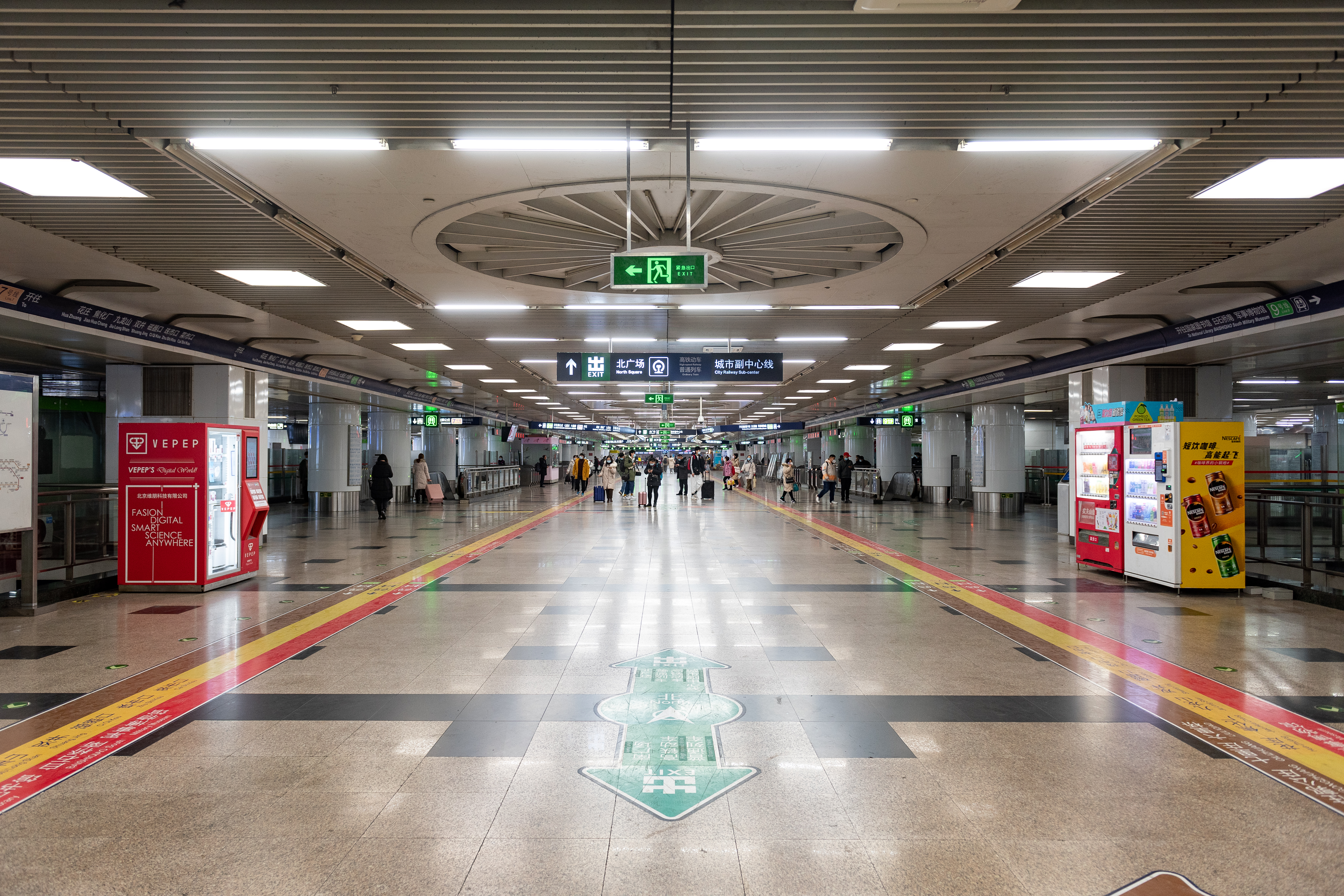
北京西站地铁站厅

1989年国务院决定建设京九铁路及配套的北京西客站的时候，已经有了地铁7号线和9号线经过北京西站的规划，但当时没有条件建设这两条地铁，设计和施工方只好在北京西站下预埋地铁车站，1993年1月开工，1996年1月竣工，而等到这座车站为了配合9号线通车实施改造的时候，已经是将近15年后的2010年12月了。
2002年，为了给2008年北京奥运会提供更好的交通环境，北京市曾提出在奥运会前建成地铁9号线白石桥至北京西站段（即今天的国家图书馆至北京西站段），全长5.8公里；但是此后地铁9号线并未及时开工，直到2007年4月才开始动工建设，当时预计2010年竣工通车，而可行性研究报告直到2008年6月才获得国家发改委批复。到了2008年，预计全线开通的时间推迟到2012年。2009年5月又计划在2010年开通郭公庄至六里桥段，但最终这一次提前开通的计划也没有顺利实施。
到了2010年底，北京市为了缓解交通拥堵发布了《关于进一步推进缓解首都交通拥堵工作意见》，其中要求8号线二期北段和9号线南段于2011年底提前分段开通，此次计划开通的区段为郭公庄站至北京西站段。这一次计划顺利完成，9号线南段于2011年12月31日投入运营。这一次开通的线路全长11.1千米，设站9座（其中丰台东大街站暂缓开通，于2012年10月12日启用），虽然可以在郭公庄站与2010年底开通的房山线换乘，但是两线均无法与其他线路换乘，仍然处于脱网状态，房山以及丰台的乘客只能到六里桥和北京西站等沿线车站换乘地面公交。也正因如此，在2011年，9号线的客运量并不大，4月29日北京地铁全网客运量突破800万人次时，9号线客运量只有4.63万人次。

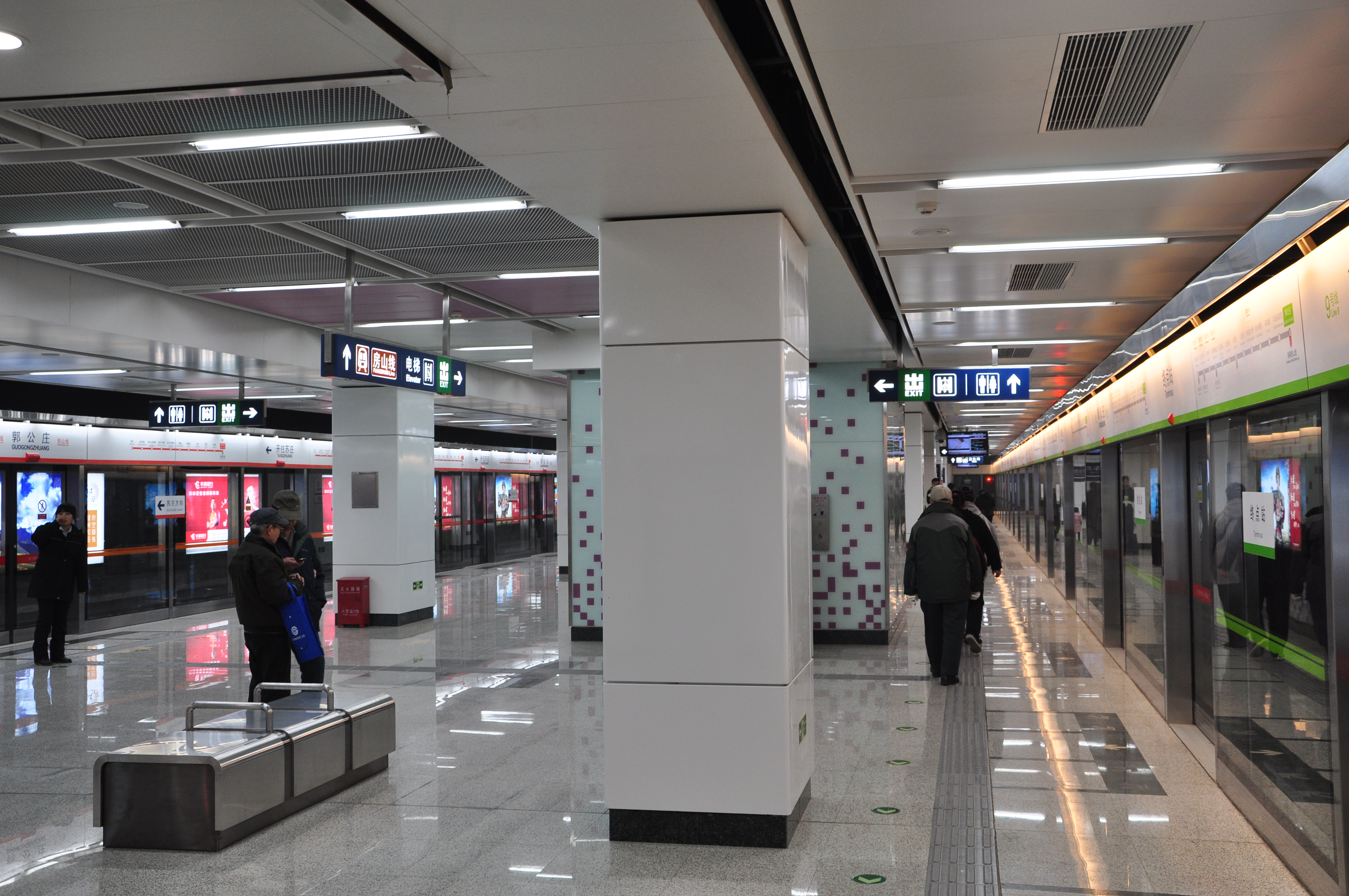
郭公庄站站台，左侧为房山线（砖红色），右侧为9号线（浅绿色）。

脱网运营一年以后，2012年12月30日，北京地铁9号线北段与6号线一期等3条其他线路一同通车运营，正式接入地铁网络。这一次开通的线路长5.35千米，设有4座车站（其中可以换乘1号线的军事博物馆站暂缓开通，于2013年12月21日启用），可以在国家图书馆站换乘4号线，在白石桥南站换乘6号线，同时10号线二期开通运营，与9号线南段在六里桥站实现换乘。入网后9号线客流迅速增长，至2013年1月上半月，日均客运量已经比2012年12月增长了三倍，达到22万人次。
由于北京西站附近地质欠佳，导致9号线在西站附近采取临时限速措施，制约了9号线的运能，为保障9号线安全运营，自2017年12月26日至2018年1月19日期间，六里桥--国家图书馆提早结束运营进行专项整治，其余各站服务时间不变。预计整治后将恢复9号线预期的运能水平，也为未来增加运能提供保障。
2022年5月至6月间，9号线多座车站因受疫情波及而暂时封闭。其中，非换乘站列车通过不停车，换乘车站仅停止进出站，站内换乘功能保留。
| 车站       | 封闭时间       |
| ---------- | -------------- |
| 白石桥南   | 5月4日-5月11日 |
| 白堆子     | 5月4日-5月11日 |
| 六里桥东   | 5月21日-6月9日 |
| 六里桥     | 5月16日-6月9日 |
| 七里庄     | 5月21日-6月9日 |
| 丰台东大街 | 5月21日-6月9日 |
| 丰台南路   | 5月21日-6月9日 |
| 科怡路     | 5月21日-6月9日 |
| 丰台科技园 | 5月21日-6月9日 |
| 郭公庄     | 5月21日-6月9日 |

2022年9月24日，9号线及房山线部分列车进行车辆调试，各站到发时间有所调整，部分列车停车不载客。
2023年1月18日起，9号线逢工作日早高峰增加10班由房山线阎村东站始发、跨线至9号线国家图书馆站的列车，逢工作日晚高峰增加10班由国家图书馆站始发、跨线至房山线阎村东站的列车。

## 车站
| 期數                           | 站名       | 里程 （米） | 站间距 （米） | 换乘[1]                                         | 行政区 | 开通日期       | 站台设计       | 开门方向 |
| ------------------------------ | ---------- | ----------- | ------------- | ----------------------------------------------- | ------ | -------------- | -------------- | -------- |
| 北段                           | 国家图书馆 | 0           | 0             | 4号线 16号线                                    | 海淀区 | 2012年12月30日 | 地下双岛式站台 | 右侧     |
| 北段                           | 白石桥南   | 1096        | 1096          | 6号线                                           | 海淀区 | 2012年12月30日 | 地下岛式站台   | 左侧     |
| 北段                           | 白堆子     | 2039        | 943           | 不適用                                          | 海淀区 | 2012年12月30日 | 地下岛式站台   | 左侧     |
| 北段                           | 军事博物馆 | 3951        | 1912          | 1号线 7号线（招標中）                           | 海淀区 | 2013年12月21日 | 地下岛式站台   | 左侧     |
| 南段                           | 北京西站   | 5349        | 1398          | 7号线 11号线（招標中） 城市副中心线 北京西站    | 丰台区 | 2011年12月31日 | 地下双岛式站台 | 左侧     |
| 南段                           | 六里桥东   | 6519        | 1170          | 不適用                                          | 丰台区 | 2011年12月31日 | 地下岛式站台   | 左侧     |
| 南段                           | 六里桥     | 7828        | 1309          | 10号线                                          | 丰台区 | 2011年12月31日 | 地下侧式站台   | 右侧     |
| 南段                           | 七里庄     | 9606        | 1778          | 14号线                                          | 丰台区 | 2011年12月31日 | 地下岛式站台   | 左侧     |
| 南段                           | 丰台东大街 | 10931       | 1325          | 不適用                                          | 丰台区 | 2012年10月12日 | 地下岛式站台   | 左侧     |
| 南段                           | 丰台南路   | 12516       | 1585          | 16号线                                          | 丰台区 | 2011年12月31日 | 地下岛式站台   | 左侧     |
| 南段                           | 科怡路     | 13496       | 980           | 不適用                                          | 丰台区 | 2011年12月31日 | 地下岛式站台   | 左侧     |
| 南段                           | 丰台科技园 | 14284       | 788           | 不適用                                          | 丰台区 | 2011年12月31日 | 地下岛式站台   | 左侧     |
| 南段                           | 郭公庄     | 15631       | 1347          | 房山线（非跨线车往东管头南） 房山线（往阎村东） | 丰台区 | 2011年12月31日 | 地下双岛式站台 | 右侧     |
| ↓跨線車經 房山线运行至閻村東站 |            |             |               |                                                 |        |                |                |          |
| 注释                           |            |             |               |                                                 |        |                |                |          |
| 1 斜体标示的换乘尚未启用。     |            |             |               |                                                 |        |                |                |          |

### 换乘站
9号线13座车站中，共有8座是换乘车站。其中，与4号线换乘的国家图书馆站、7号线换乘的北京西站和与房山线换乘的郭公庄站都是同站台换乘，而和14号线的七里庄站受到施工条件限制，采用14号线上下叠落，9号线从中间穿过的T型换乘，距离也很短。與16号线中段的国家图书馆站則通過大厅通道換乘，通道兩侧並设有電動步道。與16号线南段的丰台南路站則通過平行大厅換乘。六里桥站为十字换乘，通过9号线站台和10号线站台之间的扶梯进行连接，同时圆形换乘大厅可连接六里桥交通枢纽。白石桥南站则通过优化楼梯布置来缩短换乘距离。而与1号线换乘的军事博物馆站受到原一期工程老站没有预留、周边建筑物和地下管线等因素制约，换乘通道较长。

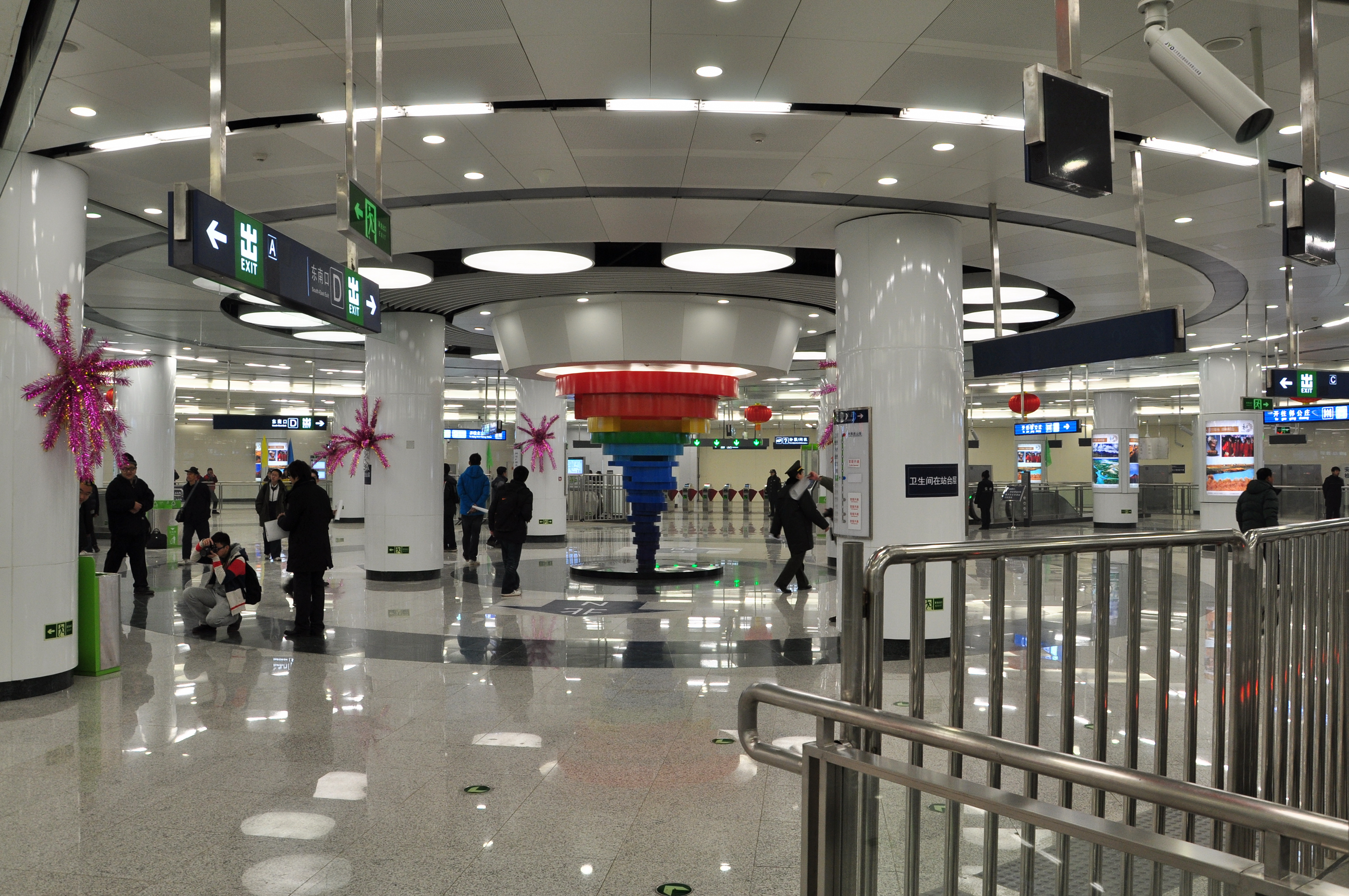
六里桥站站厅

### 车站装饰
9号线车站装饰以高效为主，主线采用“通达”的概念和“九宫格”的样式，在天花板上分隔出正方形的格子。每座车站的格子中都有一部分进行染色，每座车站的颜色各不相同，同时在出入口上也应用这种颜色，达到“一站一景”的目的。白石桥南站至六里桥东站为成熟城市区，采用暖红色调；七里庄站至丰台南路站主要为居住区，采用黄绿色色调；而科怡路站至郭公庄站地处丰台科技园，采用“充满幻想的”蓝紫色调。全线有重点站4座：丰台科技园站采用马赛克和类似印刷電路板的屋顶灯带装饰；六里桥站根据圆形换乘大厅的样式，在整个装饰中大范围应用圆形元素；北京西站装修改造仍然保持原有建筑内部的样式；而军事博物馆站模仿军事博物馆，采用欧式建筑拱顶的室内设计风格。

## 车辆

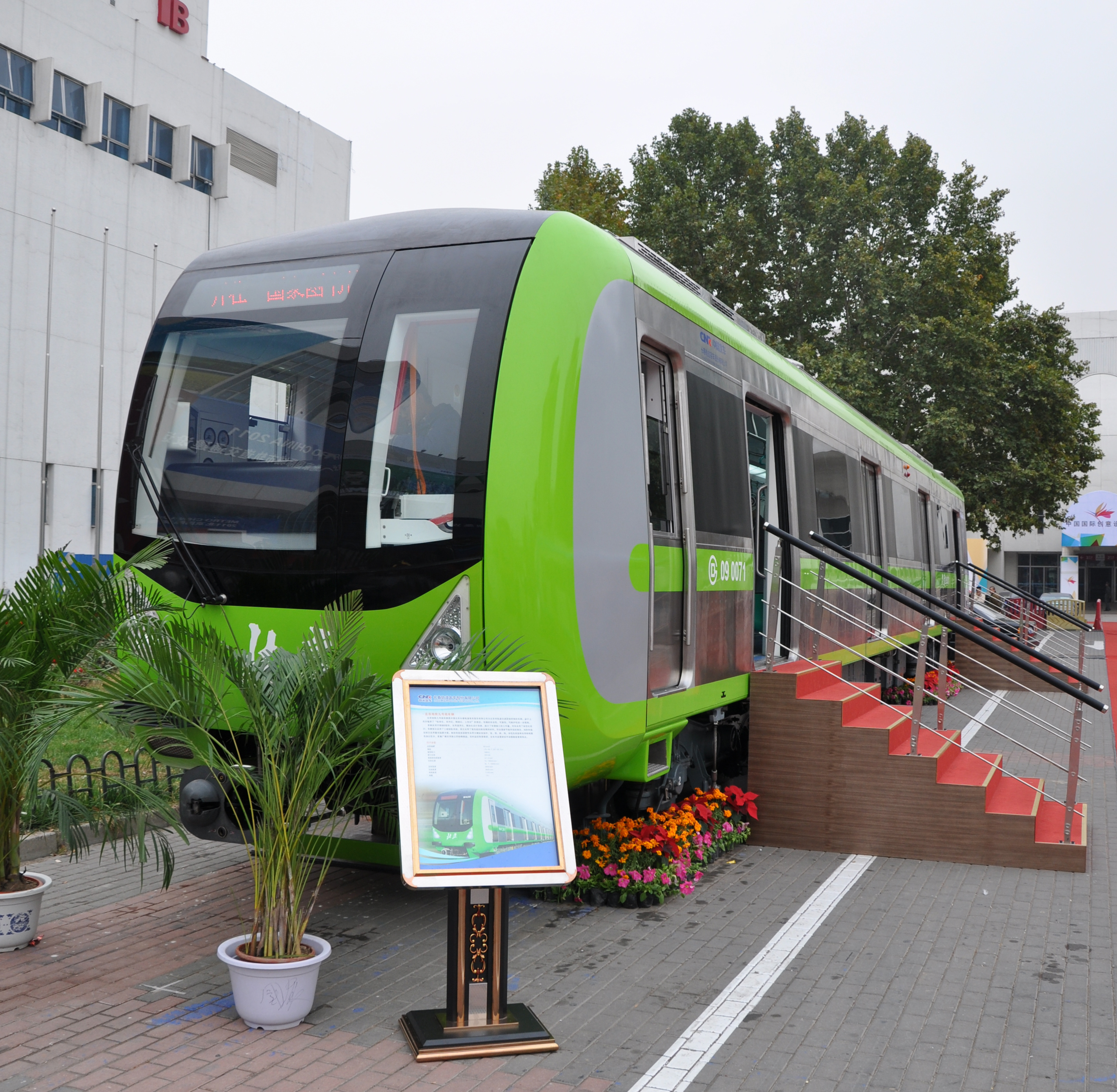
9号线列车，摄于2011北京国际城市轨道交通建设运营及装备展览会。

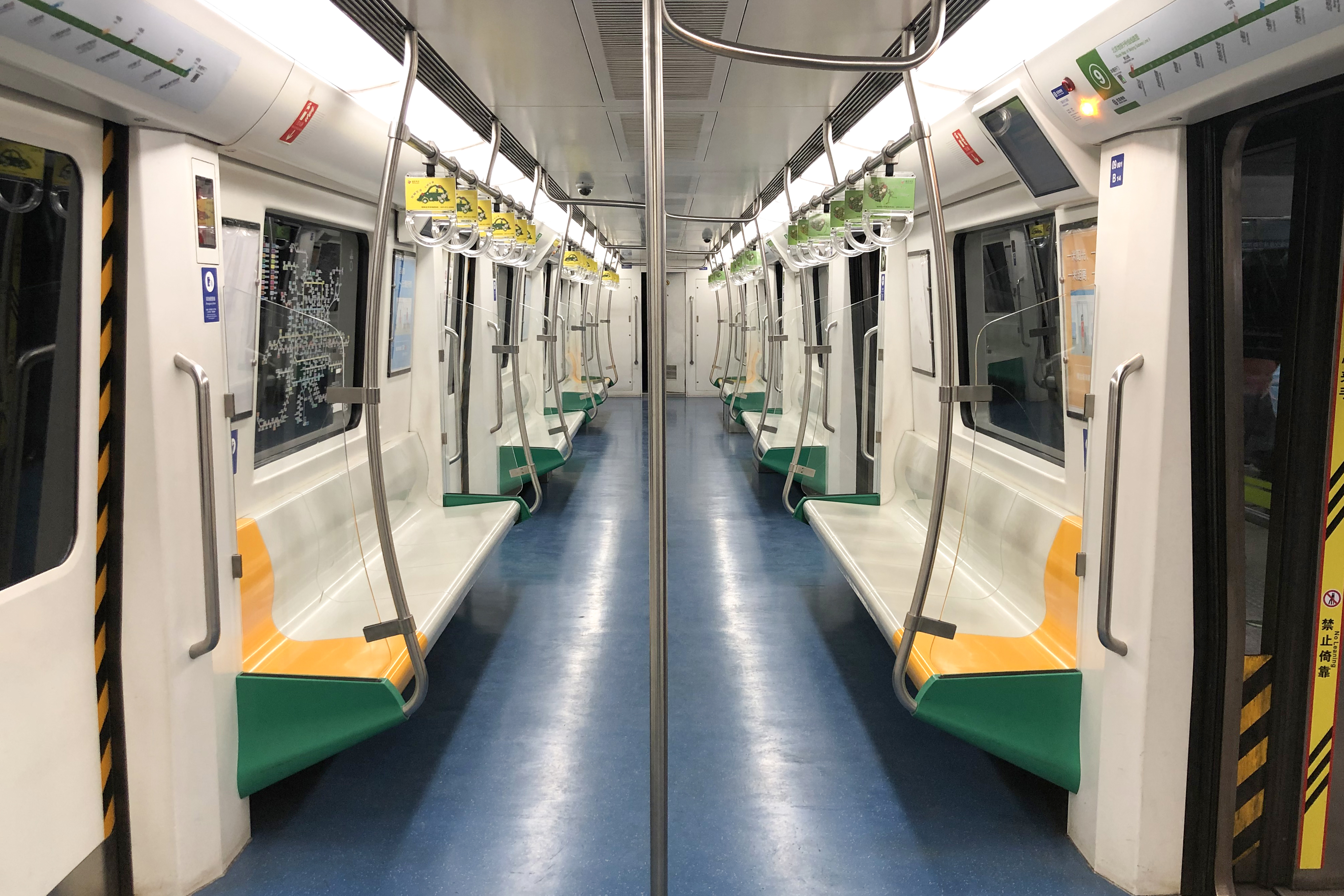
9号线车厢内部（2020年12月）

北京地铁9号线使用由北车长春轨道客车制造的DKZ33型列车，初期共有24列144辆。车辆外侧有上下两条绿色色带，对应线路标志色。
车头设有紧急疏散门，同时车厢内有可打开的车窗，紧急出口标志采用蓄光材料，以供应急之需。列车设有“黑匣子”可以记录列车运行情况和司机室录音等。车辆首次采用“全电制动停车技术”，可以回收刹车时的动能并传送回电网，以达到节能的功效。
2019年3月起，配合9号线、房山线提升运力，9号线陆续上线新车（BDK04型，09025-09037）。新车在闪灯图与照明方面进行了改善，并将列车外部的到站LED进行语言区分，中文为红字显示，英文为黄字显示。

## 节能措施
地铁9号线从设计开始就应用多种节能技术和手段，如部分车站采用新型空调系统可以减少夏季空调能耗，并减少设备占地面积；列车全电制动及再生制动节省能量并减少车轮磨损；车站两端设置“节能坡”，使得列车进站前上坡、出站后下坡，减少制动所需能量，节能坡总长达到全线长度的45.8%；全线采用综合节水技术，冷却水泵比同期其他线路节能40%以上；车辆段内采用太阳能热水等。

## 运营时间及间隔
9号线郭公庄站发往国家图书馆站首班车5:20发出，末班车22:40发出；国家图书馆站发往郭公庄站首班车5:59发出，末班车23:19发出。
自2019年12月31日起，9号线早高峰时段列车最小运行间隔为2分、中午平峰时段列车运行间隔为3分30秒、晚高峰时段列车最小运行间隔为2分16秒、晚平峰时段列车运行间隔为4分。另外为缓解北京西站客流压力，中午平峰时段及晚平峰时段，郭公庄至国家图书馆方向列车采取大站空车运行方式，大站空车仅在郭公庄站、六里桥站停靠后运行至北京西站后才每站停靠，普通列车与大站空车比例2:1。

### 房九跨线

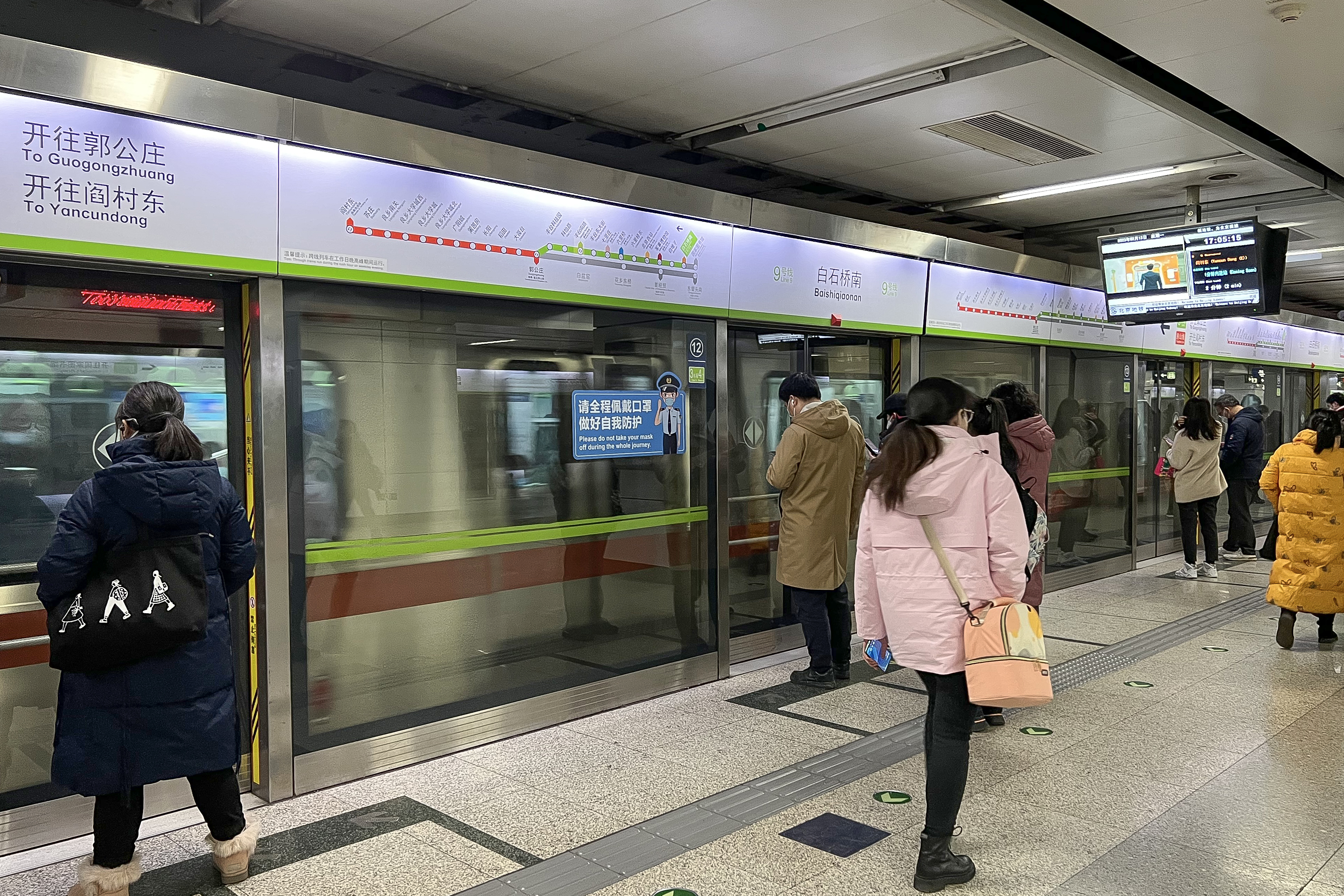
一班晚高峰时段开往阎村东的直通车驶入9号线白石桥南站（2023年2月摄）

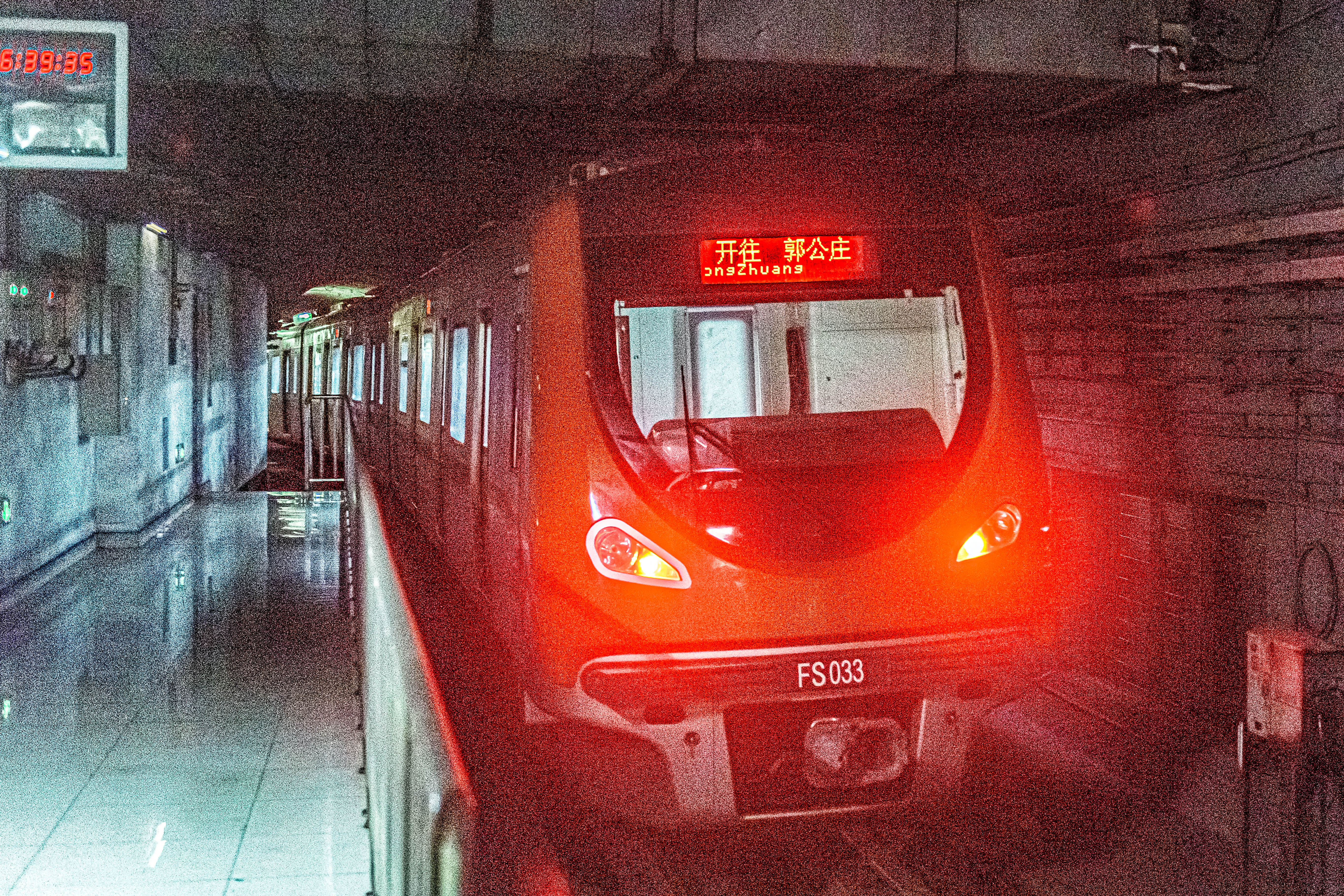
2022年9月24日，在9号线调试的BDK03型FS 033号车组驶出白石桥南站

房山线曾计划将部分列车在2022年内直通運行至9号线，从而使房山线列车可以在9号线郭公庄车辆段停车，减少房山线早晚高峰开始前及结束后的列车空驶里程。此项计划于2023年1月18日起正式开始实施，9号线逢工作日早高峰增加10班由房山线阎村东站始发、跨线至9号线国家图书馆站的列车，逢工作日晚高峰增加10班由国家图书馆站始发、跨线至房山线阎村东站的列车。

## 票价
6公里(含)内3元；6-12公里(含)4元；12-22公里(含)5元；22-32公里(含)6元；32公里以上每加1元可乘20公里（对除机场线外的北京地铁线路均有效）。

## 未来发展
9号线南端和北端都有延长的计划。

### 南延段
在《大兴新城规划（2005年－2020年）》中，提出在远期建设9号线向南经大兴新城西部至生物医药基地的延长线，全长18千米，设8座车站。
2022年5月公布的《北京市“十四五”时期交通发展建设规划》中包括增建大兴线与9号线联络线的计划，从而使部分大兴线列车跨线运行至9号线。

### 北延段
北端曾有过代替4号线延伸至海淀山后地区的计划，后来又被16号线代替。
之後的规划则是由國家圖書館站沿中关村南大街向北，在4号线魏公村站以南下穿4號綫，沿學院南路向東並下穿13号线，到明光橋轉向北，沿西土城路、学院路和學清路，下穿三環、四環、五環和清河，再與京藏高速公路並行，到小營橋轉向西，最後自上地橋起，沿13號綫和京新高速公路並行至西二旗站，與13號綫和昌平线換乘。
这一段又稱9號綫二期，全长17.1公里，设10座车站，在北五環以南的東升八家郊野公園附近設後八家停車場，在学院南路设明光橋西站與13號线（A綫）換乘，在北三環設薊門橋站與12號綫換乘，在西土城站与10号线換乘，在六道口站與15號綫換乘，在上清橋站與19号线（R3线）換乘，不仅可以與8号线共同分擔13號綫和昌平綫的客流壓力，还可以方便学院路沿线高校师生的外出旅行。
後來北延段一分為二，分别归属于9号线和昌平线，以明光橋西站為分界，即明光桥西站以南至国家图书馆站仍属于9号线北延綫，明光桥西站以北至西二旗站则属于昌平线南延綫。但在实际施工时，仅昌平线南延（西二旗至蓟门桥段）开工建设，昌平线南延剩余段（蓟门桥至明光桥西）和9号线北延段（明光桥西至国家图书馆）被搁置。